# Club del Crocodile
El Club del Crocodile, originalment i en anglès Crocodile Club va ser un grup informal de Membres del Parlament Europeu (MEP) que volien una major integració europea, crear una mena d'Estats Units d'Europa, una Federació Europea i atorgar molt més poder al Parlament Europeu.
El grup es va fundar el 9 de juliol de 1980, després de les Eleccions al Parlament Europeu de 1979, per 9 MEPs de diversos partits, incloent Altiero Spinelli. La trobada va tenir lloc al restaurant Au Crocodile (10 rue de l'Outre, Estrasburg) que li va donar nom al projecte. Es va constituir formalment el Setembre de 1980, i en aquells dos mesos de preparacions el club es va ampliar fins a una seixantena de MEPs. En el seu primer any de vida a arribar a tenir 180 integrants, gairebé la meitat de membres del Parlament Europeu.
Un dels projectes del club era formar un nou comitè per treballar en les reformes institucionals de la llavors anomenada Comunitat Econòmica Europea. El comitè, liderat per Spinelli, va preparar un Esborrany de tractat per establir una Comunitat Europea, una proposta per convertir progressivament la comunitat europea en una Federació Europea. Aquest esborrany va ser aprovat pel Parlament Europeu el 14 de febrer de 1984, amb 237 vots a favor i 31 en contra. Mentre que el text no va ser aprovat pels estats membres, va provocar diverses negociacions i fou un dels detonants que se signés el Tractat de Maastricht i l'Acta Única Europea, que creaven la Unió Europea.
Després de la mort de Spinelli el 1986, un grup de MEPs va establir el Comitè d'acció Altiero Spinelli per la Unió Europea, un grup de federalistes que volia dur a terme el projecte iniciat el 1980 pel Crocodile Club.